# Corinna annulipes
Corinna annulipes is een spinnensoort uit de familie van de loopspinnen (Corinnidae).
De wetenschappelijke naam van de soort werd in 1874 als Clubiona annulipes gepubliceerd door Władysław Taczanowski.